# Hicran
Hicran é uma telenovela turca produzida pela Filmevi Yapım para Inter Medya e Telemundo e exibida pelo Kanal D em 7 de novembro de 2022 a 30 de junho de 2023.
A trama é protagonizada por Nisa Sofiya Aksongur, Elçin Sebra İrem e Berk Bakioğlu
O folhetim é o primeiro projeto de uma parceria entre a distribuidora turca Inter Medya e a emissora hispânica Telemundo que firmaram um acordo plurianual para coprodução de dramas turcos em 2022.

## Sinopse
Hicran acorda todos os dias com o mesmo pesadelo que vê todas as noites em que tenta recuperar a filha, que teria morrido ao nascer. Ela é uma jovem que tenta se apoia na vida e que acredita que sua filha não está morta, ao contrário de todos os outros.
O que vai diferenciar este dia comum dos outros, como se não bastassem todos os percalços, foi o encontro com Melek, que estava trancado no carro e teve um ataque respiratório. Hicran, que salvou a menina mesmo ficando ferida, se encontra no centro de detenção sob a acusação de ser uma sequestradora  de crianças devido ao mal-entendido com o pai de Melek. Embora seja difícil para Hicran provar sua inocência devido à incapacidade de Melek de falar, ela é libertado pela polícia após assistir às imagens.
Pensando que sua filha deve sua vida a Hicran, Emre convence ela a ser babá de Melek quando descobre que ela precisa de um emprego. Hicran, sem saber que salvou a vida da própria filha, agora chega à mansão onde trabalha como babá.
Sem saber que causou a morte da ex-mulher e o silêncio da filha, Emre ficou noivo de uma parente distante da falecida esposa, Yeliz, apenas para que sua filha não ficasse sem mãe. Emre não poderá ficar indiferente ao ver o brilho nos olhos que Hicran colocou em Melek e na mansão e não deixará de confiar em Hicran apesar de todas as intrigas de Yeliz e Aliye. Ele também impedirá as tentativas de Soner, que pratica atividades ilegais, de sequestrar Hicran depois que ele for libertado da prisão.
Melek e Hicran tentarão se conhecer melhor e se abraçar com amor, sem saber que são mãe e filha, em meio às intrigas, lutas pelo poder e ao caos que cercam a família nesta mansão aparentemente perfeita.

## Elenco
| Ator / Atriz         | Personagem       |
| -------------------- | ---------------- |
| Nisa Sofiya Aksongur | Melek Aksoy      |
| Elçin Zehra İrem     | Hicran Kayalar   |
| Berk Bakioğlu        | Emre Aksoy       |
| Yağmur Çokgenç       | Yeliz Altınsoy   |
| Yaşar Üzer           | Süleyman Akdemir |
| Aydan Burhan         | Nedime           |
| İclal Karaduman      | Keriman          |
| Melda Arat           | Aliye Sarıca     |
| Özlem Sürek          | Nurten Aksoy     |
| Tolga Demircan       | Ferit            |
| Batuhan Gülcemal     | Berkay           |
| Berrak Başkan        | Elif             |
| Tuan Öztürk          | Soner            |
| Hilal Tüfek          | Zehra Alacalı    |
| Nadir Ersoy          | Derviş           |
| Mehmet Tokat         | Celal            |